# ラブボディーIII
「ラブボディーIII」は、長澤奈央の6作目のシングル。2006年9月13日にavex traxからリリースされた。
ウェッジホールディングス イメージソング。

## 収録楽曲
出典：
1. ラブボディーIII [3:48]
作詞・作曲：都田和志、編曲：芳賀洋介
2. Rasta Love [3:31]
作詞・作曲：都田和志、編曲：芳賀洋介
3. ラブボディーIII （Instrumental）
4. Rasta Love（Instrumental）